# اشاره‌گر لیزری
اشاره‌گر لیزری یا لیزر نشانه‌گر وسیله‌ای برای نشان دادن اشیا با پرتو لیزر است. این اشاره‌گرها معمولاً همراه پروژکتور استفاده می‌شوند تا نقاط مورد نظر روی صفحه را با آن نشان دهند.

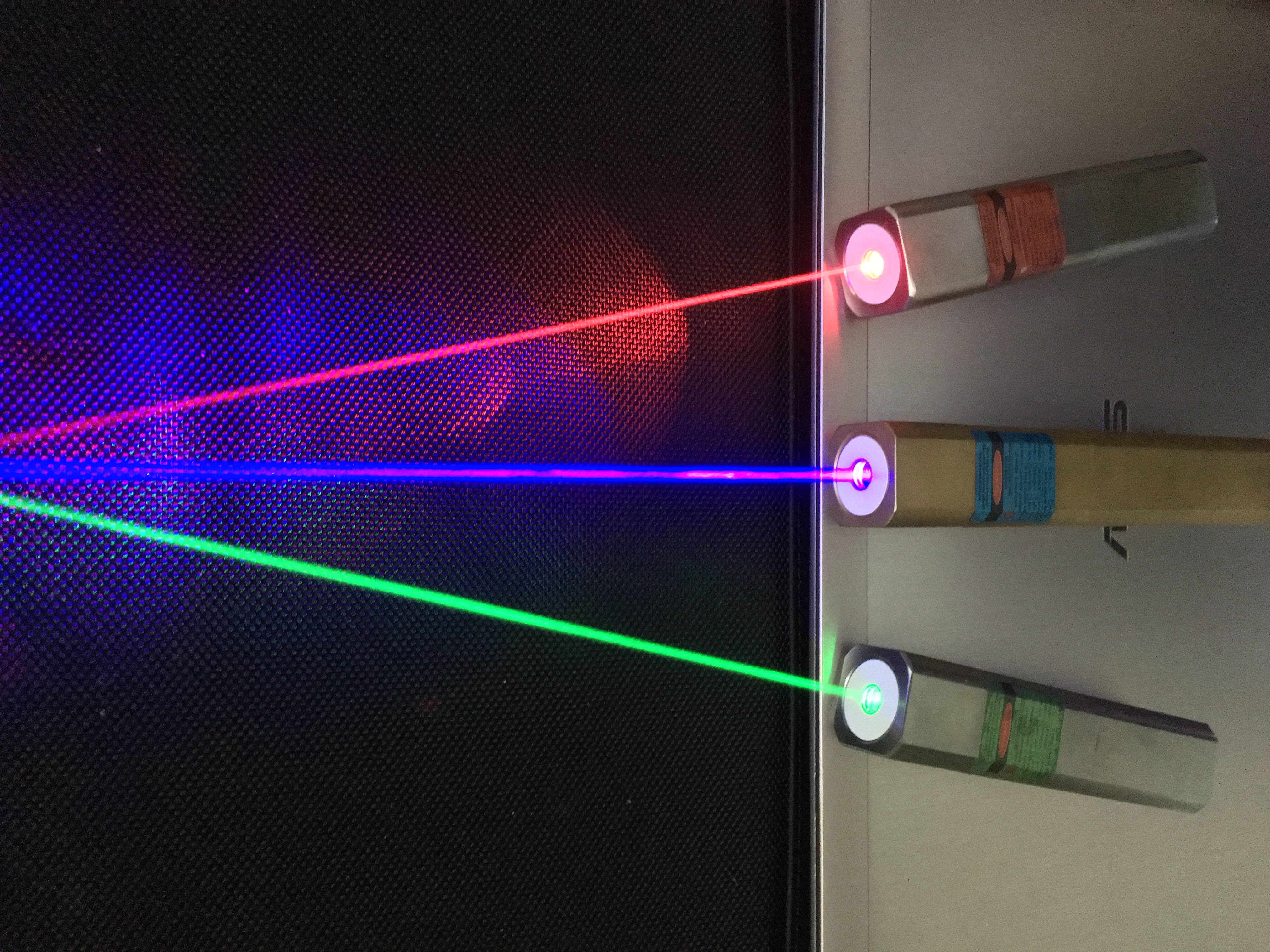
لیزر نشانه‌گر

## کاربردها
ابزار کمک آموزشی، کنفرانس، اتاق‌های مدیریت، جلسات کاری، راه‌سازی، تست فیبرنوری، هتلها، رستورانها، سالن‌های پذیرایی، راهپیمایی، کوهپیمایی، مسیریابی، نصب آنتن‌های اینترنتی، درخواست امداد و یک ابزار عالی برای اشاره به هدف دور.

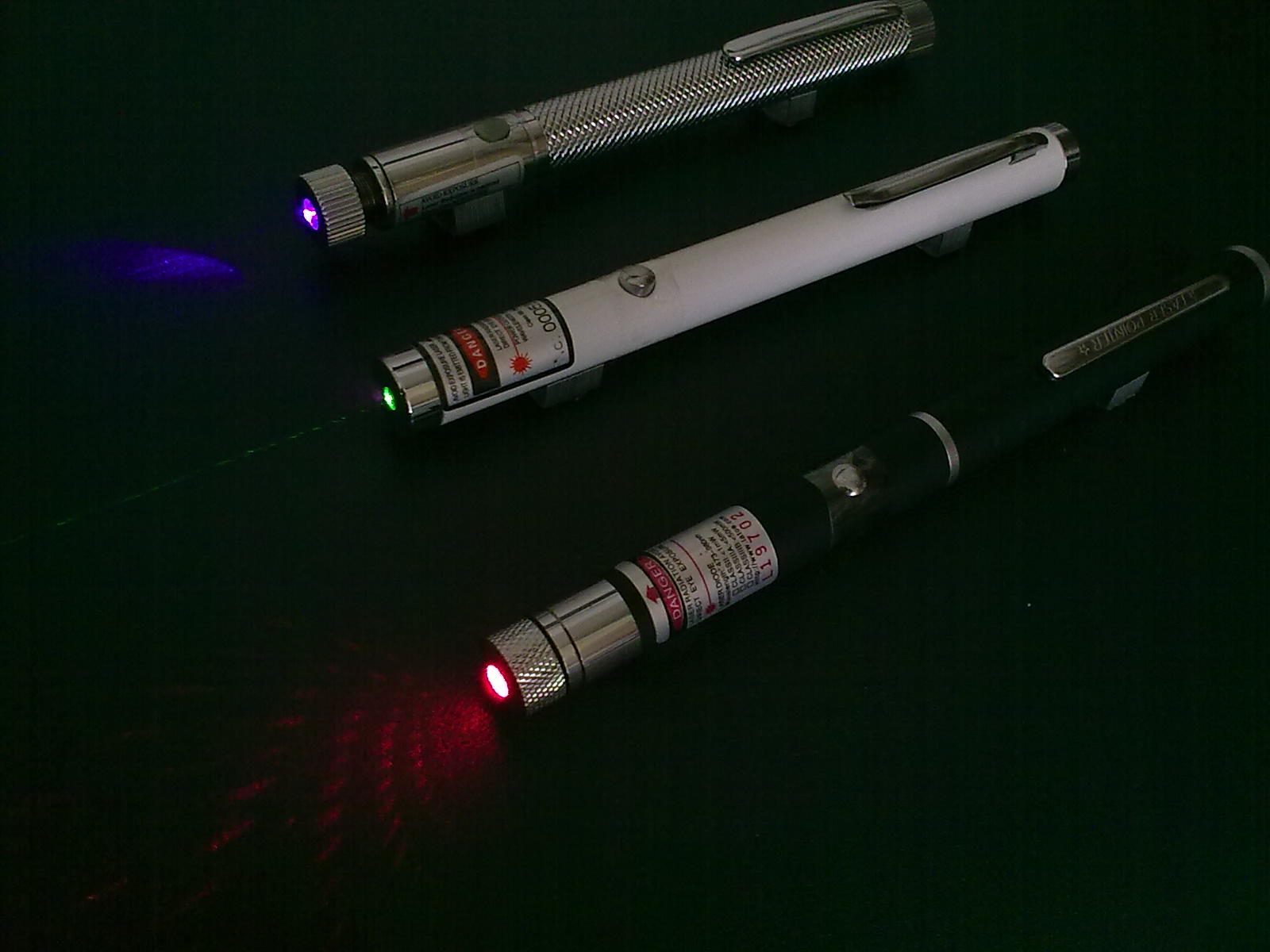
طرح قلم لیزر نشانه‌گر

## انواع توان
لیزرها برحسب توان، انرژی، طول‌موج و طول زمان تابش دسته‌بندی شده‌اند. این دسته بندی‌ها بر اساس میزان خطر برای چشم و پوست ایجاد شده‌است.
- لیزرهای طبقه ۱ لیزرهای ایمن هستند که توان آن‌ها بسیار کم است و استفاده از آن‌ها نگرانی ندارد. این لیزرها در برخی دستگاه‌ها بکار می‌روند و توانی در حدود میکرووات دارند.
- لیزرهای طبقه ۲ در صورتی امن محسوب می‌شوند که به آن‌ها خیره نشویم.
- لیزرهای طبقه ۳ که اشاره‌گر لیزری یا لیزر پوینتر نیز از این خانواده است، نباید به سمت چشم نشانه گرفته شوند. هرچند عکس‌العمل چشم می‌تواند جلوی صدمه جدی را بگیرد ولی به هیچوجه نباید به آن خیره شد.
- لیزرهای طبقه ۴ لیزرهای خطرناک محسوب می‌شوند که توان تقریبی آن‌ها حدود ۵۰۰ میلی وات است.[۱]

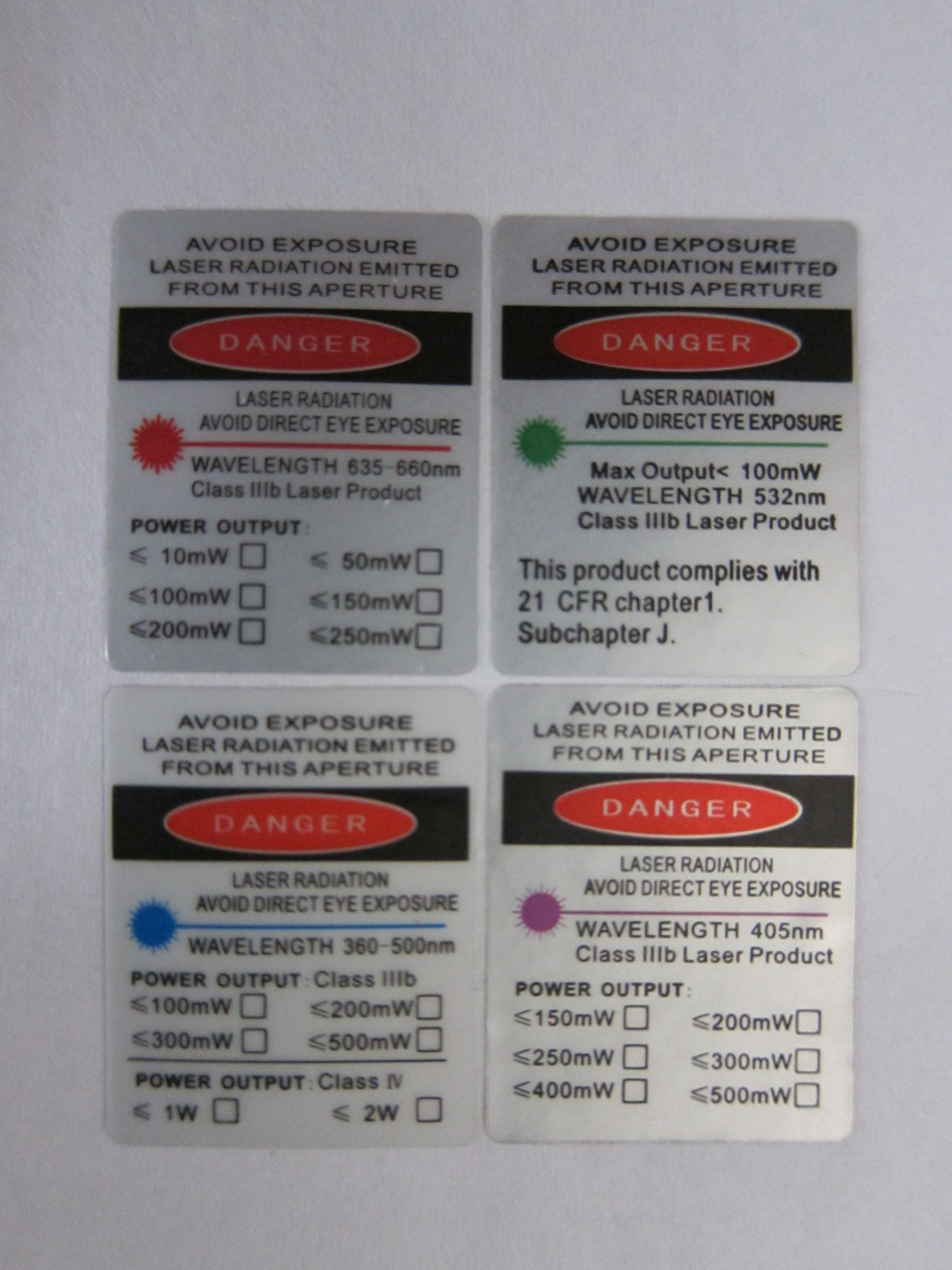
برچسب لیزری